# Wołczeck (rejon kowelski)
Wołczeck (ukr. Вівчицьк) – wieś na Ukrainie w rejonie kowelskim obwodu wołyńskiego.
Znajduje tu się przystanek kolejowy Wołczeck, położony na linii Zdołbunów – Kowel.